# 億川鐵工所
億川鐵工所股份有限公司是總部位於台灣台中市南屯區的夾頭、油壓缸製造商，2014年時，旗下生產的夾頭在台灣有七成市佔率，為台灣最大、全世界第三大油壓夾頭製造商。

## 沿革
億川鐵工所的前身是永裕機械廠，於1974年在台中振興路成立，1977年改組成立帝川鐵工所股份有限公司，1992年建立品牌AUTO STRONG，1995年更名為億川鐵工所股份有限公司。億川鐵工所的董事長為薛秋發，其妻黃愛市擔任副董事長。在薛秋發於2014年逝世後，黃愛市接董事長，兩人的女兒薛如純在2011年進入公司，2017年接任副董事長，次子薛勝赫在2014年回到公司工作，2017年接任總經理。，2023年薛勝赫總經理正式接任董事長。
2024年，億川首度參展美國芝加哥IMTS展，展出多款兼具高速、高性能與高精度的油壓夾頭、筒夾夾頭、手動夾頭、氣壓夾頭、軟硬夾爪及迴轉油壓缸，都是業界的高階精品，還特別將現場布置成宛如2023賣座電影芭比（Barbie）繽紛浪漫的電影場景，要為到訪買主帶來歡樂的氣氛，並寓意億川要勇敢走出現有的經營格局、正面迎接挑戰，戮力要在美國市場開疆闢土，搶攻機械加工、汽車製造與航太科技等領域的決心。

## 外部連結
- 億川鐵工所